# Радио Прага
Радио Прага (чеш. Český rozhlas Radio Praha) — официальная международная вещательная станция Чехии. Впервые вещание началось 31 августа 1936 года недалеко от курортного города Подебрады. Радио Прага вещает на шести языках: английском, немецком, французском, испанском, чешском и русском. Вещает программы о Чехии на спутнике и в Интернете.

## История

### В составе Radiožurnál (1936—1938)
Запущена Radiožurnál на коротких волнах 31 августа 1936 года (спустя 13 лет после начала регулярного радиовещания в Чехословакии) на чешском, словацком, немецком, французском, английском, иногда также на русинском. Поначалу радио вещало 6 часов в день, основными передачами были новости, лекции, литература и музыка. За полгода существования редакция радио получила тысячи писем со всех континентов. В 1937 году добавилось вещание на итальянском, испанском, португальском и сербском языках. 37 % всех программ выходили в прямом эфире.

### В составе CRo и Sender des Protektorats (1938—1948)
В 1938 году вошла в CRo. Накануне оккупации Чехословакии фашистской Германией в 1939 году время вещания составляло 22 часа. Во время нацистской оккупации Радио Прага вела передачи для чешской диаспоры в США и Канаде. Передачи состояли из выпуска новостей и музыки. Сразу после окончания войны международное вещание для стран Европы было возобновлено.

### В составе CSRo (1948—1993)
В 1948 году вошло в CSRo. Передачи велись на следующих языках: английском, болгарском, венгерском, испанском, немецком, польском, румынском, русском, сербско-хорватском, словенском, французском, шведском, эсперанто. Для Швейцарии передачи велись на немецком, французском и итальянском языках. Передачи для США велись на чешском, словацком и английском языках. Только 10 % передач составляла музыка, остальные 90 % были наполнены пропагандистскими передачами.

### В составе CRo (с 1993 года)
В 1993 году вошла в CRo.

## Награды
- Почётная грамота Правительства Российской Федерации (9 июня 2011 года) — за большой вклад в сохранение русского языка и культуры, а также в дело консолидации соотечественников за рубежом[2].